# 成公 (陳)
成公（せいこう）は、春秋時代の陳の君主（在位前598年 - 前569年）。姓は嬀、名は午。霊公の子として生まれた。霊公十五年（紀元前599年）、一族の夏徴舒の乱が起こると、晋に亡命した。成公元年（紀元前598年）、楚の荘王が諸侯と連合して陳を討ち、夏徴舒を車裂きの刑で処刑すると、午は晋から迎えられて陳国の君主に立てられた。
30年（紀元前569年）3月、死去した。